# Jean Urbaniak
Jean Urbaniak, né le 15 février 1949 à Hénin-Liétard (Pas-de-Calais), est un homme politique français.

## Biographie

### Carrière professionnelle
Jean Urbaniak est d'abord professeur de lettres au collège Rabelais d’Hénin-Liétard. Parallèlement, il continue ses études et obtient une maîtrise de lettres, puis un DEA en sciences de l’Education en 1978. Doctorant en linguistique, il devient en 1979 inspecteur de l'Éducation nationale. Il est nommé l’année suivante à Valenciennes. À l’issue de son mandat de député, il assurera la gestion de la circonscription de Lille et sera chargé de mission auprès du recteur d’académie( Évolution de l'Enseignement des Langues et des Cultures d'Origine).[Laquelle ?].

### Parcours politique
Après un mandat d'adjoint, Jean Urbaniak devient maire de Noyelles-Godault en 1986. Il exercera ce mandat pendant 34 ans. Il est élu député du Pas-de-Calais sous l'étiquette DVD pour la Xe législature, après avoir battu au second tour le député sortant, Albert Facon.
Il est également conseiller général du canton d'Hénin-Beaumont de 1992 à 2015.
Il perd son mandat de député, lors des élections législatives de 1997 au profit d'Albert Facon, dans le cadre d'une triangulaire avec Steeve Briois. Il se représente à plusieurs reprises,. Durant ses années en politique, il a également occupé d'autres fonctions, et était notamment vice-président de la Communauté d'agglomération d'Hénin-Carvin chargé de la politique de la ville puis de l'habitat, président du syndicat intercommunal à vocations multiples du canton de Leforest ou encore vice-président du SYMEVAD.
Il décide de ne pas se présenter aux élections municipales de 2020 et de se retirer de la vie politique, changer de région (Occitanie), pour s’engager dans de nouvelles responsabilités sociales : élu Vice-Président de la Société des Membres de la Légion d'Honneur de Tarn-et-Garonne en 2024, Secrétaire adjoint de l'AMOPA82, Jean Urbaniak est également Officier de la Réserve Citoyenne et Membre associé de l'Académie de Montauban.

## Distinctions
- Chevalier de la Légion d'honneur[6].
- Commandeur de l'ordre des Palmes académiques (2012)[7]
- Médaille de la jeunesse et des sports

## Ouvrages
- tragédies et  pastorales  (ISBN 978-2-9586243-0-9)

- Structuration de l'expression écrite  (ISBN 978-2-9586243-1-6)